# Chuyến bay 182 của Sriwijaya Air
Chuyến bay 182 của Sriwijaya Air (SJ182/SJY182) là chuyến bay nội địa theo lịch trình do hãng hàng không Sriwijaya Air khai thác từ sân bay quốc tế Soekarno-Hatta, Jakarta đến sân bay Supadio, Pontianak. Vào ngày 9 tháng 1 năm 2021, theo dữ liệu chuyến bay AirNav Radarbox, máy bay đã đột ngột giảm độ cao từ 10.900 foot (3.300 m) xuống 7.650 foot (2.330 m) lúc 07:40 UTC, chỉ 4 phút sau khi cất cánh.
Huyện trưởng Quần đảo Kepulauan Seribu Junaedi báo cáo chiếc máy bay đã bị rơi trên quần đảo Laki lúc 07:30 UTC.

## Sự cố
Máy bay đã đến sân bay lúc 12:11 PM Pangkal Pinang Sân bay Pangkal Pinang, cất cánh từ Sân bay quốc tế Soekarno–Hatta ở Tangerang, Banten lúc 13:25 WIB (06:25 UTC), dự kiến đến Sân bay Supadio ở Pontianak, Tây Kalimantan lúc 14:50 WIB (08:50 UTC). Sau khi đẩy ngược từ Nhà ga 2D của sân bay, máy bay cất cánh từ đường băng 25R lúc 14:14 giờ địa phương (07:14 UTC). Do khởi hành chậm vì thời tiết xấu, máy bay dự kiến hạ cánh ở Pontianak lúc 15:50 WIB (08:50 UTC).
Khi máy bay đang bay đến độ cao 13.000 ft (4.000 m) thì máy bay đột ngột chuyển hướng sang phải và bị rơi. Các kiểm soát viên không lưu đã phát hiện ra điều này và sau đó đã báo cáo cho phi hành đoàn, nhưng họ không phản hồi. Theo dữ liệu chuyến bay AirNav RadarBox, máy bay đã giảm độ cao đột ngột từ 10.900 ft (3.300 m) xuống 7.650 ft (2.330 m) lúc 07:40 UTC. FlightRadar24 đã báo cáo rằng 4 phút sau khi cất cánh, máy bay rơi xuống 10.000 ft (3.000 m) trong vòng chưa đầy 1 phút. Trình theo dõi chuyến bay đã phát hiện rằng độ cao được ghi lại lần cuối của máy bay là 250 ft (76 m) lúc 07:40:27 UTC. Theo dữ liệu chuyến bay được cung cấp, máy bay đã rơi 1.755 ft (535 m) trong 10 giây từ 07:40:08 đến 07:40:18 UTC, rồi giảm 825 ft (251 m) trong 2 giây, 2.725 ft (831 m) trong 4 giây và 5.150 ft (1.570 m) trong 7 giây. Lần liên lạc cuối cùng của máy bay với trạm kiểm soát không lưu là vào 14:40 giờ địa phương (07:40 UTC). Máy bay được cho là đã rơi xuống biển, ở gần đảo Laki (Pulau Laki (Q4378768)). Trên chuyến bay không có cuộc gọi khẩn cấp nào (chẳng hạn như pan-pan hoặc mayday), theo kiểm soát viên không lưu. Các quan chức Indonesia cũng cho rằng máy bay không bay theo hướng bay được chỉ dẫn.

## Máy bay
, số đăng ký N27610.]]
Máy bay bị tai nạn là Boeing 737-524, số đăng ký PK-CLC (MSN 27323/2616), và thực hiện chuyến bay đầu tiên vào ngày 13 tháng 5 năm 1994. Tính đến ngày 19 tháng 3 năm 2012, máy bay đã thực hiện 24.306 chuyến bay với tổng cộng 45.359 giờ. Máy bay được sản xuất vào năm 1994 tại Renton, Washington và được giao cho Continental Airlines vào ngày 31 tháng 5, số đăng ký N27610. Sau đó, chiếc máy bay được gia nhập vào đội bay của United Airlines vào ngày 1 tháng 10 năm 2010, trước khi gia nhập đội bay của Sriwijaya Air vào ngày 15 tháng 5 năm 2012. Vào ngày 15 tháng 5 năm 2012, United Airlines đã giao lại máy bay cho Sriwijaya Air. Đây là chiếc đầu tiên trong tổng số 15 chiếc máy bay 737-500 được Sriwijaya Air nhận vào năm 2012 để thay thế những chiếc 737-200 của hãng. Máy bay được trang bị 2 CFMI CFM56-3B1. Sriwijaya Air gọi tên máy bay là Citra. Máy bay được trang bị 2 động cơ CFMI CFM56-3B1. Từ ngày 23 tháng 3 đến ngày 23 tháng 10 năm 2020, máy bay đã được bảo dưỡng tại Sân bay quốc tế Juanda, Surabaya trước khi hoạt động trở lại vào ngày 19 tháng 12.
Máy bay đã gặp phải một số va chạm. Vào ngày 29 tháng 10 năm 1994, một con chim đã tấn công máy bay, với việc con chim ăn vào một trong các động cơ máy bay. Ngày 4 tháng 11 năm 2004, một con chim khác va vào thân máy bay tại Sân bay quốc tế Austin-Bergstrom, Austin, Texas. Ngày 12 tháng 7, một con mòng biển đã đâm vào phía bên trái của thân máy bay tại Sân bay quốc tế Raleigh-Durham ở Raleigh, Bắc Carolina.

## Hành khách và phi hành đoàn
Có 62 người trên máy bay, với 50 hành khách và 12 thành viên phi hành đoàn. Các hành khách trên chuyến bay là người Indonesia. Trong số các hành khách có Mulyadi Tamsir, và 10 trẻ em. Phi hành đoàn bao gồm cơ trưởng Afwan, cơ phó Diego M. và 4 tiếp viên hàng không. Afwan là một cựu phi công trong không quân Indonesia. Bản kê khai được công bố cho biết 6 thành viên phi hành đoàn khác, bao gồm một cơ trưởng và cơ phó, cũng có mặt trên chuyến bay. Hàng hóa được đưa lên máy bay có trọng lượng 500 kg (1.100 pound).

## Tìm kiếm và cứu hộ
Một ngư dân địa phương báo cáo rằng máy bay bị rơi chỉ cách vị trí 14 mét (46 ft). Họ cho biết chiếc máy bay phát nổ giữa không trung và một mảnh vỡ của chiếc máy bay đang bốc cháy rơi xuống biển. Báo cáo về một vụ tai nạn máy bay ở quần đảo Kepulauan Seribu được công bố vào lúc 14:30 giờ địa phương (07:30 UTC), một ngư dân nói rằng một chiếc máy bay đã bị rơi và phát nổ trên biển. Người dân ở huyện của Indonesia trên quần đảo Kepulauan Seribu, Junaedi, cũng cho rằng một thứ gì đó đã rơi và phát nổ trên đảo Laki. Trong khi đó, người dân ở quần đảo Kepulauan Seribu, gần nơi máy bay gặp nạn, nghe thấy hai tiếng nổ. Vào thời điểm đó, trời đang mưa ở khu vực này.

### Ngày 9 tháng 1
Người đứng đầu Cơ quan Tìm kiếm và Cứu nạn Quốc gia Indonesia (tiếng Indonesia: BASARNAS) đã báo cáo rằng vị trí gặp nạn tại 11 nmi (20 km; 13 mi) từ Sân bay Quốc tế Soekarno-Hatta. Nhân viên cứu hộ do Bộ Giao thông Vận tải Indonesia cung cấp cho biết các quần áo, đồ dùng cá nhân và đống đổ nát đã được vớt lên từ biển ở vùng biển gần quần đảo Kepulauan Seribu, với nhiên liệu máy bay phản lực. Vùng biển gần nơi có khả năng xảy ra tai nạn có độ sâu khoảng 15–16 m (49–52 ft). BASARNAS ngay lập tức triển khai nhân lực đến địa điểm xảy ra sự cố trong khi Cảnh sát quốc gia Indonesia và Bộ Giao thông Vận tải Indonesia thiết lập các trung tâm cứu hộ ở Port of Tanjung Priok và sân bay quốc tế Soekarno–Hatta. Hải quân Indonesia đã triển khai một số tàu, cùng với máy bay trực thăng và KOPASKA.
Tổng thống Indonesia Joko Widodo đã được thông báo về vụ tai nạn. Ông đã ra lệnh phối hợp trong công tác tìm kiếm cứu hộ và gửi lời chia buồn tới thân nhân của các hành khách và thành viên phi hành đoàn.
|                  | Boeing Airplanes | Twitter |
| @BoeingAirplanes |                  |         |

English: We are aware of media reports from Jakarta regarding Sriwijaya Air flight SJ-182. Our thoughts are with the crew, passengers, and their families. We are in contact with our airline customer and stand ready to support them during this difficult time.
Tiếng Việt: Chúng tôi đã biết các báo cáo từ Jakarta về chuyến bay SJ-182 của Sriwijaya Air. Suy nghĩ của chúng tôi là với phi hành đoàn, hành khách và gia đình của họ. Chúng tôi đang liên hệ với khách hàng hàng không của mình và sẵn sàng hỗ trợ họ trong thời gian tới.
Ngày 10 tháng 1 năm 2021
Ủy ban An toàn Giao thông Vận tải Quốc gia (NTSC) Indonesia báo cáo rằng họ sẽ cử một tàu nghiên cứu đến hỗ trợ hoạt động tìm kiếm và cứu hộ. Hải quân Indonesia đã triển khai 7 tàu và thợ lặn từ Bộ Tư lệnh Vùng 1 Hải quân để hỗ trợ tìm kiếm và cứu hộ. BASARNAS đã báo cáo rằng họ không tìm thấy các ping của máy phát định vị khẩn cấp (ELT) của máy bay. Họ cũng cho rằng hoạt động tìm kiếm và cứu hộ sẽ được tiếp tục trong ban đêm, với trọng tâm chính là xác định vị trí của máy bay. Vị trí của vụ tai nạn sau đó đã được công bố rộng rãi. Các thân nhân hành khách được yêu cầu mang các mẫu DNA và các thông tin khác tại Bệnh viện Kramat Jati ở Jakarta.
Vào đêm ngày 9 tháng 1 năm 2021, một vết trượt của máy bay đã được trục vớt khỏi vùng biển gần đảo Lancang, quần đảo Kepulauan Seribu. Một số mảnh vỡ khác đã được tìm thấy từ hiện trường vụ tai nạn; hoạt động tìm kiếm và cứu hộ bị cản trở do tầm nhìn thấp.

### Ngày 10 tháng 1
Ngày 10 tháng 1 năm 2021, Bộ trưởng Bộ Giao thông vận tải Budi Karya Sumadi cùng với Tư lệnh Lực lượng Vũ trang Quốc gia Indonesia Hadi Tjahjanto đã giám sát hoạt động tìm kiếm và cứu hộ trên tàu KRI John Lie 358. Hải quân Indonesia thông báo rằng tọa độ chính xác của địa điểm máy bay rơi đã được tìm thấy. Lực lượng vũ trang Indonesia cho biết có 4 đội thợ lặn sẽ được triển khai, khi Hải quân Indonesia sẽ triển khai 150 nhân viên và trực thăng đến hiện trường vụ tai nạn. Lúc 03:00 WIB, thợ lặn của KOPASKA đã lặn xuống biển để tìm kiếm các mảnh vỡ của máy bay. Cảnh sát quốc gia Indonesia đã cử 4 máy bay trực thăng, 8 thuyền và 50 thợ lặn đến hiện trường vụ tai nạn. Một máy bay được trang bị Vinger Locater, một thiết bị phát hiện của 2 hộp đen từ máy bay. Có 192 người từ lực lượng cảnh sát đã được triển khai để hỗ trợ hoạt động tìm kiếm và cứu hộ máy bay. Tính đến ngày 10 tháng 1, đã có hơn 10 tàu tham gia công tác tìm kiếm máy bay.
Hải quân Indonesia đã cho rằng 3 phương pháp khác nhau sẽ được sử dụng trong quá trình tìm kiếm. Họ cũng sẽ kiểm tra bất kỳ sự tương phản nào trong biển và sonar cũng sẽ được sử dụng. Hải quân sau đó báo cáo rằng dựa trên những phát hiện về độ tương phản của nước biển, một số mảnh vỡ đã được phát hiện gần Đảo Nam Laju. Độ tương phản của nước biển cũng cho thấy bằng chứng "rất rõ ràng" về nhiên liệu máy bay phản lực.
Lúc 08:00 WIB, cảnh sát nhận được một túi đựng các thi thể; sau đó được chở đến bệnh viện Kramat Jati. Nhiều thi thể khác, cũng như áo phao từ máy bay, đã được tìm thấy. Lực lượng cứu hộ đã tìm cách khôi phục áo phao, các mảnh từ thân máy bay của máy bay và một bánh xe bị phá hủy của chiếc Boeing 737. Hầu hết các mảnh vỡ được tìm thấy ở độ sâu từ 17-23 mét.
Các bộ phận của hệ thống thủy lực từ Boeing 737-524, số chỗ ngồi và một phần từ số đăng ký của máy bay đã được tìm thấy từ nơi gặp nạn. Lực lượng vũ trang quốc gia Indonesia đã cho rằng trọng tâm chính hiện đã chuyển sang tìm phần thân chính của máy bay.
Vào ngày 10 tháng 1, đã có thông báo rằng các nhà chức trách xác định được tín hiệu từ Bộ phát định vị khẩn cấp (ELT) của máy bay. Lực lượng Không quân Indonesia cũng cho biết họ phát hiện một vết dầu loang nghi là từ máy bay, bao phủ một phần rất lớn vùng biển phía nam đảo Laki. Trong số các mảnh vỡ được thu hồi, vào sáng ngày 10 tháng 1, là các bộ phận của bánh xe máy bay, một tấm hợp kim thép rách màu xanh lam và quần trẻ em màu hồng.
Vào đêm ngày 10 tháng 1 năm 2021, BASARNAS đã trục vớt được ít nhất 16 mảnh vỡ, bao gồm tuabin của máy bay. Ít nhất 10 thi thể đã được tìm thấy. BASARNAS sau đó báo cáo tàu nghiên cứu KRI Rigel phát hiện tín hiệu ping từ máy ghi chuyến bay của máy bay, cách nhau 200 mét. NTSC cũng xác nhận rằng nhiều mảnh vỡ đã được tìm thấy, bao gồm bộ phận cửa, GPWS, máy đo độ cao vô tuyến và một số bộ phận từ đuôi máy bay.
NTSC cho biết họ đã xác định được vị trí của hai hộp đen và các thợ lặn sẽ bắt đầu tìm kiếm.

### Ngày 11 tháng 1

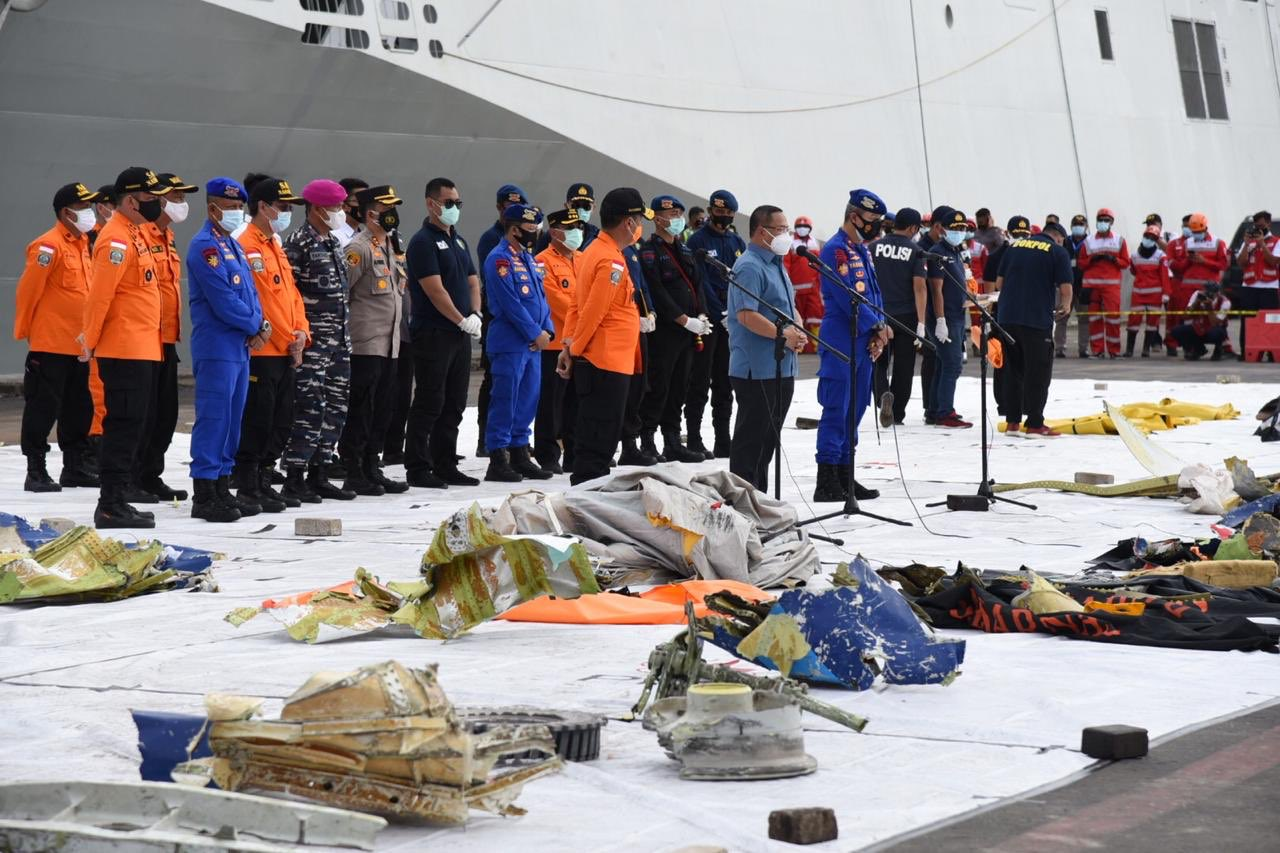
Các mảnh vỡ được tìm thấy

BASARNAS cho biết trọng tâm chính của công tác tìm kiếm và cứu hộ đã chuyển sang thiết bị ghi chuyến bay của máy bay; và một phương tiện vận hành từ xa dưới nước sẽ được triển khai đến địa điểm xảy ra tai nạn. Cả hai thiết bị ghi chuyến bay bị nghi là chôn vùi dưới đống đổ nát của máy bay và bùn. BMKG dự báo rằng thời tiết vào buổi sáng sẽ đủ tốt cho việc tìm kiếm, tuy nhiên sẽ xấu đi vào cuối buổi chiều và đêm, với tốc độ gió dự kiến từ 8–15 hải lý/giờ về phía tây nam.
Đã có khoảng 2.600 người đã tham gia tìm kiếm, với hơn 50 tàu và 13 máy bay, tuy nhiên đã xảy ra khó khăn trong việc tìm kiếm do thời tiết xấu.
Cảnh sát Indonesia đã xác định được thi thể bằng hệ thống nhận dạng vân tay tự động của Indonesia (INAFIS), và có 74 thi thể được tìm thấy.

### Ngày 12 tháng 1
Chính phủ Indonesia đã yêu cầu chính phủ Hàn Quốc giúp đỡ trong hoạt động tìm kiếm và cứu hộ. Chính phủ Hàn Quốc, thông qua Trung tâm Nghiên cứu Hợp tác Công nghệ Biển Hàn Quốc và Indonesia (MTCRC) triển khai các tàu nghiên cứu và thiết bị dò tìm dưới nước và sẽ nỗ lực tìm kiếm và cứu hộ.
BASARNAS thông báo khu vực tìm kiếm sẽ được mở rộng thành 9 khu vực; và một thiết bị định vị pinger do chính phủ Singapore cũng được triển khai đến NTSC.
Vào 16:00 WIB, máy ghi chuyến bay, máy ghi dữ liệu chuyến bay, được KOPASKA và tàu Armada 1 của Hải quân Indonesia tìm thấy. Các thiết bị này sẽ được gửi đến cảng Tanjung Priok tại Tanjung Priok. Chỉ huy của các lực lượng vũ trang quốc gia Indonesia hôm 12 tháng 1 cho biết đã tìm thấy 2 đèn định vị dưới nước nhưng cần tìm thêm máy ghi âm buồng lái.
Đã có 12 mẫu DNA được xác nhận, và 26 mảnh vỡ từ máy bay; ít nhất 4 thi thể trong đó có cả phi hành đoàn.

### Ngày 13 tháng 1
BASARNAS đã cố gắng tiếp tục hoạt động tìm kiếm và cứu hộ; nhưng cuộc tìm kiếm đã bị tạm dừng do thời tiết xấu. Các thợ lặn cũng đã tìm được 2 mảnh vỡ. BASARNAS đã khởi động lại cuộc tìm kiếm. Cơ quan Đánh giá và Ứng dụng Công nghệ Indonesia (BPPT) cho rằng cuộc tìm kiếm CVR sẽ được triển khai đến ngày 18 tháng 1.

### Ngày 14 tháng 1
BASARNAS cho rằng nhiều khu vực tìm kiếm hơn sẽ được mở rộng. Khu vực tìm kiếm trên bề mặt sẽ được mở rộng 6 khu vực, và khu vực tìm kiếm dưới nbiển sẽ được mở rộng thành 4 khu vực chính. BPPT thông báo 34 vị trí của mảnh vỡ máy bay đã được xác định.
Vào buổi chiều cùng ngày, BASARNAS báo cáo rằng một số nhân viên tìm kiếm và cứu hộ đã thử nghiệm "phản ứng" để xét nghiệm COVID-19. Trong quá trình tìm kiếm và cứu hộ, đã có 3 ngư dân bị rơi xuống biển, trong đó có một người tử vong và 2 người khác phải sơ tán.

### Ngày 15 tháng 1
BASARNAS cho biết, bắt đầu từ ngày 15 tháng 1, các hoạt động tìm kiếm và cứu hộ sẽ được tiến hành trên bờ biển. Họ cũng cho biết dựa trên dữ liệu thời tiết từ BMKG, các mảnh vỡ máy bay có thể đã trôi dạt về phía nam, đặc biệt là gần Tanjung Kait. Khu vực tìm kiếm sẽ được chuyển sang Untung Jawa (Đảo Amsterdam), quần đảo Rambut và quần đảo Bokor.
Nhân viên Denjaka đã tìm thấy một trong những động cơ khởi động máy bay. Hoạt động tìm kiếm và cứu hộ vẫn bị cản trở do tầm nhìn thấp dưới biển. BASARNAS sau đó đã thông báo về việc tìm kiếm và cứu hộ sẽ được kéo dài thêm ba ngày nữa. Các thợ lặn cũng tìm thấy vỏ của hộp đen máy bay phản lực bị rơi.

### Ngày 16 tháng 1
Đã có tổng cộng 96 mảnh vỡ từ máy bay được tìm thấy.

## Điều tra
Ủy ban An toàn Giao thông Vận tải Quốc gia Indonesia (NTSC / Komite Nasional Keselamatan Transportasi; KNKT) đã được thông báo về vụ tai nạn, với sự hỗ trợ từ BASARNAS. NTSC cho biết, bắt đầu từ ngày 10 tháng 1, ngay trước 6 giờ sáng theo giờ địa phương, sẽ bắt đầu tìm kiếm hộp đen của máy bay. Họ cho biết thêm, cuộc điều tra sẽ được hỗ trợ bởi Ủy ban An toàn Giao thông Vận tải Quốc gia Hoa Kỳ.
Một phát ngôn viên của Bộ Giao thông Vận tải Indonesia, báo cáo rằng một sự bất thường đã được ghi nhận trong chuyến bay. Máy bay đã khởi hành từ Sân bay Quốc tế Soekarno-Hatta, Jakarta với tiêu chuẩn khởi hành. Máy bay đã bay ở độ cao 29.000 foot (8.800 m). Trong khi bay lên cao, máy bay ngay lập tức đi chệch hướng về phía tây bắc. ATC sau đó đã hỏi phi hành đoàn về sự cố, nhưng vài giây sau máy bay đã biến mất khỏi màn hình radar.
Sriwijaya Air cho biết chiếc máy bay này vẫn đủ sức bay dù đã 26 năm. Mặc dù máy bay khởi hành chậm trễ 30 phút nhưng hãng khẳng định nguyên nhân là do thời tiết xấu, cụ thể là mưa lớn chứ không phải là do hỏng hóc máy móc. NTSC nói rằng họ sẽ phối hợp với Cơ quan Khí tượng, Khí hậu và Địa lý (BMKG) liên quan đến thời tiết ở Jakarta.
Một chuyên gia hàng không Indonesia cho rằng dựa trên dữ liệu sơ bộ lấy được từ máy bay, SJ182 có thể đã gặp sự cố đột ngột xảy ra "quá nhanh khiến phi công không kịp làm gì". Họ cũng cho rằng máy bay đã được Sriwijaya Air bảo dưỡng từ ngày 23 tháng 3 đến ngày 23 tháng 10 năm 2020.
Vào ngày 10 tháng 1 năm 2021, NTSC đã thu được dữ liệu về đường bay của máy bay từ radar cũng như các cuộc phỏng vấn với kiểm soát viên không lưu. Các nhà điều tra cũng truy xuất bản ghi giao tiếp giữa các phi công và trạm kiểm soát không lưu (ATC).
Một nhà điều tra của NTSC nói rằng, các mảnh vỡ của máy bay có thể bị vỡ ra từng mảnh khi rơi xuống biển.

### Thời tiết
Phân tích của Viện Hàng không và Vũ trụ Quốc gia (LAPAN) của Indonesia cho thấy điều kiện thời tiết bất thường không xuất hiện trong vụ tai nạn. Các hình ảnh vệ tinh do viện thu được không chứng tỏ bất kỳ điều kiện thời tiết bất thường nào vào thời điểm xảy ra tai nạn. LAPAN cho rằng hệ thống đối lưu Mesoscale đã được hình thành gần Biển Java lúc 11:00 giờ địa phương (04:00 UTC), nhưng hệ thống này đã ngừng vào thời điểm SJ182 cất cánh. Dữ liệu thời tiết được lấy từ BMKG đã xác nhận sự hiện diện của lượng mưa vừa đến nặng kèm theo sấm sét. Dữ liệu sau đó cho thấy mây vũ tích 15 km (9,3 mi) ở Sân bay Quốc tế Soekarno-Hatta với nhiệt độ tối thiểu của trần mây là -70 °C (−94 °F), gây ra suy đoán mà máy bay đã gặp phải dòng chảy rối. Mức độ hiển thị được là 2 km (1,2 mi).

## Hệ quả
Ngay sau khi vụ tai nạn xảy ra, Jasa Raharja đã thông báo rằng họ sẽ bồi thường cho thân nhân của các hành khách và thành viên phi hành đoàn trên chuyến bay. Mỗi người thân của hành khách sẽ nhận được 50 triệu rupiah (US$3,740). Một số nữ cảnh sát sẽ chữa bệnh chấn thương cho thân nhân của các hành khách. Nhà cung cấp dịch vụ viễn thông thuộc sở hữu nhà nước Telkomsel cũng sẽ hỗ trợ trong công tác tìm kiếm. Hội chữ thập đỏ Indonesia cũng sẽ hỗ trợ cho các thân nhân.
Hạ viện Indonesia đã đến thăm trung tâm hoạt động ở Tanjung Priok. Sau đó, họ thông báo tổ chức các cuộc đàm phán với Bộ Giao thông Vận tải Indonesia liên quan đến SJ182. Những lời cầu nguyện cũng được gửi tới các nạn nhân.